# Рубиньос, Луис
Луис Рубиньос Серна (исп. Luis Rubiños Cerna; род. 31 декабря 1940, Laredo District, Ла-Либертад) — перуанский футболист, выступавший на позиции вратаря.

## Клубная карьера
Профессиональную карьеру начал в 1961 году в клубе «Спортинг Кристал», где в том же году национальный чемпионат. В 1963 был отдан в «Универсидад Сан-Мартин», но уже в следующем году вернулся в «Спортинг». За следующие девять лет в столичном клубе сумел трижды выиграть чемпионат Перу. В 1974 стал игроком «Университарио» и тогда же выиграл национальное первенство.
В следующем сезоне отправился в «Карлос А.Маннуччи», где во время некоторых игр играл роль тренера команды. В 1977 вернулся в «Университарио», где в том же году завершил карьеру. В 1985 вернулся, чтобы сыграть пару матчей в перуанской Примере за «Сан-Агустин». Рубиньос работал тренером вратарей в том клубе, и из-за травм двух вратарей ему пришлось встать в ворота. Ему было 44 года, когда он провёл последний матч в своей карьере.

## Карьера за сборную
Дебют за национальную сборную Перу состоялся 17 марта 1963 в матче против сборной Эквадора (3:0). Был включен в состав сборной как основной вратарь на чемпионат мира 1970 в Мексике.

## Достижения

### «Спортинг Кристал»
- Чемпион Перу: 1961, 1968, 1970, 1972

### «Университарио»
- Чемпион Перу: 1961, 1968, 1970, 1972